# Něžná je noc
Něžná je noc (v originále Tender is the Night) je čtvrtý a poslední román amerického spisovatele Francise Scotta Fitzgeralda, publikovaný poprvé na pokračování v časopise Scribner's Magazine od ledna do dubna roku 1934. Podobně jako jeho předchozí knihy, jde o psychologický román rozpolcených hrdinů a ztroskotanců z vyšší společnosti meziválečné jazzové generace.

## Reálie

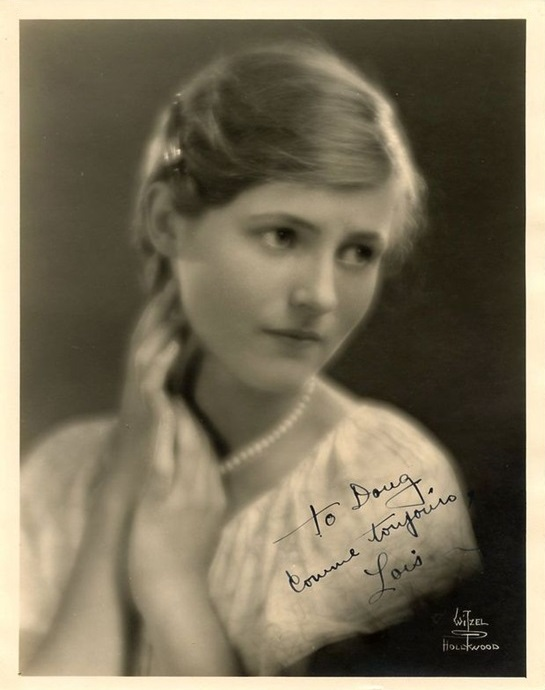
Herečka Lois Moranová byla inspirací pro postavu Rosemary

Titul knihy je odvozen z romantické básně Johna Keatse „Óda na slavíky“ (text: Jen s tebou kéž jsem! Něžná je noc tvá,...leč tady všude tma - do zvlhlých mechů, šeré zeleně, jen matné přísvity svál vítr shůry.)
V románu je mnoho autobiografických prvků. Autor sám sebe zpodobnil jako hlavního hrdinu Dicka Divera a svou ženu Zeldu, trpící schizofrenií, jako manželku Nicole. Jeho láska k mladičké herečce Lois Moranové (1909–1990) byla inspirací pro postavu Rosemary. Dalšími předlohami byli američtí milionáři Gerald a Sara Murphyovi, usedlí na Francouzské Riviéře.

## Děj
Americký psychiatr Dick Diver po absolutoriu studia medicíny v Curychu přijel do švýcarského sanatoria navštívit svého spolužáka Franze před narukováním do americké vojenské jednotky ve Francii. Před odjezdem se tam setkal s prominentní pacientkou Nicole Warrenovou z americké milionářské rodiny, léčící se pro schizofrenii. Krásná Nicole ho zaujala a prosila ho o adresu. Následující intenzivní korespondence přerostla v hlubší vztah. Proto se Dick po skončení války vrátil do sanatoria. Franz byl Nicoliným ošetřujícím lékařem. Pochválil Dicka za terapeutický postup, pro který Nicolina léčba úspěšně dospěla ke konci. Prozradil mu, že duševní porucha u Nicole propukla v dospívání po incestu s vlastním otcem. Nicole byla propuštěna do péče své starší sestry, ale než stačily odjet z Evropy, rozvinula se vzájemná láska Dicka a Nicole tak, že se rozhodli zůstat spolu ve Švýcarsku, aby Dick mohl dokončit svou knihu a věnovat se kariéře lékaře v prominentním sanatoriu. V Ženevě uzavřeli sňatek, narodily se jim dvě děti, léto trávili na francouzské Riviéře uprostřed přepychu. Do jejich klidného harmonického života vstoupila na jednom večírku recidiva Nicoliny choroby hysterickou scénou. Přítomná nadějná americká herečka Rosemary byla v den svých osmnáctých narozenin Dickem okouzlena. Svěřila se své matce a ta jí poradila, „ať do toho skočí rovnýma nohama“. Diverovi pak odjeli do Paříže a Rosemary pozvali taky. Rosemary si uvědomila, že má ráda nejen Dicka, ale i Nicole. A Dicka, přestože je o šestnáct let starší a moudřejší než Rosemary, tahle dívka silně přitahuje.
V Paříži Nicolina choroba propukla silněji a Dick s ní narychlo odjel do Švýcarska. Tam mu jeho přítel Franz nabídl obnovení lékařské praxe ve společném sanatoriu. Dicka myšlenka zlákala. Díky milionové investici z Nicolina dědictví a svým schopnostem Dick s Franzem vytvořili z opuštěné budovy vynikající sanatorium. Dick odjel do Německa, kde ho zastihla zpráva, že jeho otec zemřel. Okamžitě odjel do Ameriky na pohřeb. Po té se zastavil v Itálii a setkal se s Rosemary. Neviděli se čtyři roky, změnila se k nepoznání, ale Dick si uvědomil, že jeho cit k ní se nezměnil. Oba ale vědeli, že se nemilují. Brzy poté se Dick vrátil do sanatoria. Svou citovou rozpolcenost začal řešit alkoholem, zanedbával práci, až se jednoho dne rozhodl ze sanatoria odejít. Všechno nechal na Franzovi a s Nicole se vrátili na Riviéru. Tam se Nicolin a Dickův vztah vyhrotil. Nicole zjišťuje, že její láska k Dickovi ochabla, že jí vadí vše, co Dick dělá. Její nelibost dosáhla vrcholu, když za nimi přijela Rosemary. Po tomto setkání Dicka opustila a provdala se za svou první lásku.

## Ocenění
V roce 1998 americká Modern Library (Moderní knihovna) zařadila román na 28. místo v seznamu 100 nejlepších anglicky psaných románů 20. století. V roce 2009 byla kniha v USA zařazena na 69. místo nejvýznamnějších světových románů 20. století (ve stejném žebříčku francouzského Le Monde se do stovky nedostala). Roku 2012 ji americká stanice National Public Radio zařadila do edice 1001 knih, které si musíte přečíst, než zemřete.

## České překlady
Kniha byla do češtiny přeložena třikrát, zatím nejfrekventovanější překlad vytvořil Lubomír Dorůžka roku 1968, dále Petr Štádler (2019) a Alexander Tomský (2019).

## Další žánry
Film
- Italský film L'avventura (Avantýra) podle klíčových epizod románu natočil Michelangelo Antonioni roku 1960.
- Americký film „Něžná je noc“ byl podle knihy natočen v roce 1962. Hlavní role získali Jason Robards a Jennifer Jonesová. Titulní píseň „Tender Is The Night“ byla ve stejném roce nominována na Oscara za nejlepší píseň.
- Televizní minisérii knihy vytvořila britská stanice BBC, v hlavních rolích s Mary Steenburgerovou jako Nicole a Peterem Straussem jako Dickem. Vysílala ji v roce 1985 BBC ve Velké Británii, na CBC v Kanadě a na stanici Showtime v USA.

Dramatizace
v roce 1993 byla v ČRo natočena rozhlasová četba na pokračování (10 dílů) s mistrným vypravěčským přednesem Eduarda Cupáka. Hlas americkému psychiatrovi Dicku Diverovi propůjčil Alois Švehlík a krásnouu Nicol ozdobilaa a hlasově oživila Zlata Adamovská (podobně jako v témže roce Meryl Streepovou ve filmu Smrt jí sluší). Další krásné hlasy: Vladimír Brabec, Ladislav Mrkvička a Otakar Broekusv překlu Lubomr Dorůžka a režie Maria Křepelková, nyní ředitelka obecně prospěšné společnosti Život dětem
- další desetidílnou četbu pro Československý rozhlas natočil roku 1997 v Praze František Pavlíček opět z překladu Lubomíra Dorůžky. Hlavní role namluvili Lukáš Hlavica a Marcela Peňázová, dále Jiří Ornest (vypravěč), Jan Přeučil, Simona Stašová a další; dramaturgie Jana Weberová, režie Hana Kofránková. Český rozhlas ji reprízoval roku 2020.
- Divadelní hru v režii Patrika Hartla uvedl v Praze spolek Kašpar v Divadle v Celetné roku 1992.

Hudba
- Píseň Tonyho Bennetta (1961)
- Albun Tender is the Night Johnnyho Mattise